# Thom Bell
Thomas Randolph Bell, detto Thom (Kingston, 26 gennaio 1943 – Bellingham, 22 dicembre 2022) è stato un cantautore e produttore discografico statunitense.

## Biografia
Nato in Giamaica, si trasferì da bambino a Philadelphia.
È noto per essere uno dei principali promotori del movimento soul-funk noto come Philadelphia soul, genere nato a Philadelphia negli anni '70.
Nel corso della sua carriera collaborò con artisti come The Stylistics, The Spinners, The Delfonics, Elton John, Dionne Warwick, Johnny Mathis e altri.
Nell'ambito dei Grammy Awards 1975 venne premiato come "produttore dell'anno".
Compose brani come Are You Ready for Love e Mama Can't Buy You Love di Elton John, I'll Be Around dei The Spinners, Stop, Look, Listen (To Your Heart) e You Make Me Feel Brand New dei The Stylistics.
Nel giugno 2006 venne inserito nella Songwriters Hall of Fame. Bell morì il 22 dicembre 2022 a 79 anni.